# Hartley (Iowa)
Hartley – miasto w Stanach Zjednoczonych, w stanie Iowa, w hrabstwie O’Brien. Zgodnie ze spisem statystycznym z 2000 roku, miasto liczyło 1733 mieszkańców.